# Luc Crépy
Lucien (Luc) Jacques Marie Joseph Crépy CIM (ur. 12 maja 1958 w Lille) – francuski duchowny katolicki, biskup Le Puy-en-Velay w latach 2015–2021, biskup Wersalu od 2021.

## Życiorys
Święcenia kapłańskie otrzymał 21 maja 1989 w zgromadzeniu eudystów. Przez kilka lat pracował duszpastersko, zaś w latach 1995–2001 był rektorem seminarium w Orleanie. W 2001 został przełożonym francusko-afrykańskiej prowincji zakonnej, a po zakończeniu w 2007 urzędowania powrócił do kierowania orleańskim seminarium. W 2012 mianowany prokuratorem generalnym zakonu.
12 lutego 2015 papież Franciszek mianował go ordynariuszem diecezji Le Puy-en-Velay. Sakry udzielił mu metropolita Clermont - arcybiskup Hippolyte Simon.
6 lutego 2021 tenże sam papież przeniósł go na urząd ordynariusza diecezji Wersalu. Ingres do katedry w Wersalu odbył 11 kwietnia 2021.